# 세라 루커스
사라 루카스(Sarah Lucas, 1962년~)은 영국 태생의 현대예술가이다. 1990년대 YBA(Young British Artists)영 브리티시 아티스츠의 일원으로 왕성한 활동을 했으며, 성적 상징물을 이용해 유머러스한 태도의 작업을 하고 있다.
영국 런던 북부 홀로웨이에서 태어나 각종 직업을 전전하다 지역 미술학교를 거쳐 런던 골드스미스 대학에서 공부하였다. 이후 1988년 데이미언 허스트와 함께 프리즈(Freeze)전시에 참여하였으며 이후 찰스 사치가 기획한 주요 전시에 초대되어 알려지기 시작하면서 영국 현대미술의 주역으로 떠올랐다.
4살때부터 담배를 피우기 시작해 13살때 골초가 되어 담배와 죽음에의 저항을 주제로 한 작품들이 유명하다.

## 작업
사라 루카스는 1988년 앵거스 페어허스트, 데이미언 허스트, 게리 흄과 함께 'Frieze'전시에 참여했다. 1990년 루카스는 East Country Yard Show를 헨리 본드와 함께 준비했다. 루카스의 첫 개인전 두개는 'The Whole Joke'와'보드에 못박힌 페니스'였다. 이 전시는 사라 루카스가 성적인 농담과 함께 가구를 인체의 대리물로서 사용하기 시작할 때인 1990년대 초에 열렸다. 동료 예술가인 게오르그 헤럴드가 계획한 쇼를 위해 만들어진 Au Naturel(1994)는 매트리스 위의 두쌍의 멜론과 양동이, 오이와 오렌지로 이루어진 설치작품이다. 멜론과 양동이는 여성의 몸을 상징하고 오이와 오렌지는 남성의 몸을 상징한다. 사라 루카스는 1993년 6개월 동안 동료 예술가인 트레이시 에민과 함께 동부 런던의 가게를 빌려 작품을 만들고 슬로건 티셔츠와 프린트된 머그컵 등등을 팔았다. 그녀의 초기 작품에서는 '선데이 스포츠'지의 선정적인 광고가 실린 페이지를 확대해 전시하였다. 루카스의 전시를 훑어보면, 그녀는 일상물들(담배, 오이나 케밥, 갓 만든 달걀프라이 같은 것들)을 유머러스한 작품과 시각적 말장난, 죽음이나 섹스에 대한 은유, 영국적임과 성별을 나타내기 위해 지속적으로 사용한다.

## 전시
1992년 사라 루카스는 런던 남부의 City Racing에서 그녀의 첫 개인전을 했다. 1995년 바바라 글래드스톤 갤러리에서 개인전을 했으며노트르담의 Museum Boymans-van Beuningen, 푸랑크푸르트의 Portikus, 쾰른의 Museum Ludwig, 취리히의 미술관, 함부르크의 Kunstverein에서 단독전을 열었다. 1997년 Tate Liverpool은 The Law의 빈 사무용 건물에 전시회를 열었다. 2000년엔 프로이트 미술관에서 Beyond the Pleasure Principle설치전시를 했다.
루카스의 작업은 지난 기간동안 '워커 아트센터','Minneapolis'(1995),'Sensation (exhibition)'(Royal Academy의 사치 콜렉션의 YBA)(1997), 'Tate Britain'의 'Intelligence—New British Art'(2000), 등의 새로운 영국 예술에 대한 연구에 포함되었다.
2003년 사라 루카스는 50번째 베니스 비엔날레와 In-A-Gadda-Da-Vida에 참여하였고, 2004년 테이트 브리튼 갤러리의 삼인전에는 데이미언 허스트와 앵거스 페어허스트와 함께 참여하였다.
2005년 10월부터 2006년 1월까지 테이트 리버풀에서 루카스의 작업에 대한 첫 연구전시를 하였다.
2013년 동런던의 화이트 샤펠 갤러리는 루카스 회고전을 주최했다.

## 주요 작품
- <연고 속의 무화과 이파리(Fig leaf in the ointment)>(1991).작가의 겨드랑이를 왁스로 캐스팅한 작품.
- <어디에서 이 모두는 끝나는가(Where those it all end?)>연작.담배를 물고 있는 작가의 입을 캐스팅한 작품.
- <두 개의 계란 프라이와 케밥(two fried eggs and a kebab)>(1992).책상 위에 두 개의 계란프라이와 케밥을 여성의 신체에 빗대어 올려놓은 작품.
- <벌거숭이(Au Naturel)>(1994).매트리스 위에 오이와 오렌지, 양동이와 멜론으로 각각 남성과 여성의 성기를 재현한 작품.[7]
- <연어를 듦(Got a salmon)>(1997).양복을 입고 연어를 어깨에 든 채로 서있는 사진.
- <바나나 먹기(Eating banana)>(1990).카메라를 바라보며 바나나를 베어물고 있는 사진.